# Hardy (Arkansas)
Hardy é uma cidade localizada no estado americano de Arkansas, no Condado de Sharp.

## Demografia
Segundo o censo americano de 2000, a sua população era de 578 habitantes.
Em 2006, foi estimada uma população de 811, um aumento de 233 (40.3%).

## Geografia
De acordo com o United States Census Bureau, a localidade tem uma área de 6,7 km², dos quais 6,1 km² cobertos por terra e 0,6 km² cobertos por água. Hardy localiza-se a aproximadamente 115 m acima do nível do mar.

## Localidades na vizinhança
O diagrama seguinte representa as localidades num raio de 24 km ao redor de Hardy.